# Wystawa spychaczowa
Wystawa spychaczowa (ros. Бульдозерная выставка) – jedna z najbardziej znanych publicznych akcji nieoficjalnej sztuki w ZSRR. Zorganizowana przez moskiewskich malarzy awangardowych 15 września 1974 na peryferiach Moskwy w Bielajewie, przy skrzyżowaniu ulic Profsojuznej i Ostrowitianowa. 
Wystawa obejmowała dzieła malarzy, którzy nie uznawali oficjalnie obowiązującej doktryny socrealizmu. 
Inicjatorami wystawy byli kolekcjoner sztuki Aleksander Glezer oraz trzynastu malarzy: Oskar Rabin i jego syn Aleksander, Walentin Worobjow, Jurij Żarkich, Witalij Komar, Aleksander Melamid, Lidia Mastierkowa, Władimir Niemuchin, Jewgienij Ruchin, Wasilij Sitnikow, Igor Cholin, Boruch Sztejnberg i Nadieżda Elskaja. Do grupy inicjatorów dołączyli inni malarze. 
Obrazy ustawiono na prowizorycznych stelażach zbitych z odpadów drewna. 
Oprócz mieszkańców Moskwy w otwarciu wystawy uczestniczyli dziennikarze zagranicznych agencji.
Władze zareagowały gwałtownie na nieprawomyślną wystawę. W pół godziny po rozpoczęciu pojawiły się trzy spychacze, miotacze wody i około stu milicjantów w cywilu. Zainscenizowano rzekomą akcję protestu grupy robotników sprzeciwiających się nielegalnej wystawie. 
Napastnicy niszczyli obrazy, bili uczestników i widzów wystawy, a nawet przyglądających się temu dziennikarzy. Zaaresztowanych zawieziono na komisariat, gdzie oświadczono im: „Trzeba by was zastrzelić, tylko szkoda naboi”. 
Gdy o rozgromieniu wystawy doniosła prasa światowa, władze zmuszone były do ustępstw i zezwoliły na zorganizowanie podobnej wystawy na otwartej przestrzeni w Izmajłowie. Wystawa odbyła się 29 września 1974, trwała 4 godziny i zwiedziło ją około półtora tysiąca widzów. 
W zagranicznych mediach wystawę w Izmajłowie określono jako „pół dnia wolności”. 
Spychaczowa wystawa uważana jest za najważniejszy pokaz rosyjskiej sztuki awangardowej od czasu rozpędzonej przez Nikitę Chruszczowa wystawy „Nowa Rzeczywistość" w moskiewskim Maneżu w roku 1962.
Realizm socjalistyczny przetrwał jako oficjalna doktryna artystyczna do lat 80. XX wieku. 